# Aubiet
Aubiet (même nom en gascon : voir Aubiet) est une commune française située dans l'est du département du Gers, en région Occitanie. Sur le plan historique et culturel, la commune est dans le Gimoès, un petit territoire autour de Gimont, traversé en son milieu par la Gimone.
Exposée à un climat océanique altéré, elle est drainée par l'Arrats, le ruisseau de Daignan, le ruisseau de la Caillauère, le ruisseau de Lama, le ruisseau d'en Siguès, le ruisseau du Barbut et par divers autres petits cours d'eau. La commune possède un patrimoine naturel remarquable composé d'une zone naturelle d'intérêt écologique, faunistique et floristique.
Aubiet est une commune rurale qui compte 1 127 habitants en 2022.  Elle fait partie de l'aire d'attraction d'Auch. Ses habitants sont appelés les Aubiétains ou  Aubiétaines.

## Géographie

### Localisation
La commune d'Aubiet se situe en Gascogne, à une distance de 8 km à l'ouest de Gimont.

### Communes limitrophes
Les communes limitrophes sont  Ansan, Blanquefort, Escornebœuf, Gimont, Juilles, L'Isle-Arné, Lussan, Marsan, Nougaroulet et Sainte-Marie.
| Nougaroulet | Ansan, Blanquefort | Sainte-Marie        |
| Marsan      | Aubiet             | Escornebœuf, Gimont |
| Lussan      | L'Isle-Arné        | Juilles             |

### Géologie et relief
La superficie de la commune est de 3 896 hectares ; son altitude varie de 138  à   233 mètres.
Aubiet se situe en zone de sismicité 1 (sismicité très faible).

### Hydrographie

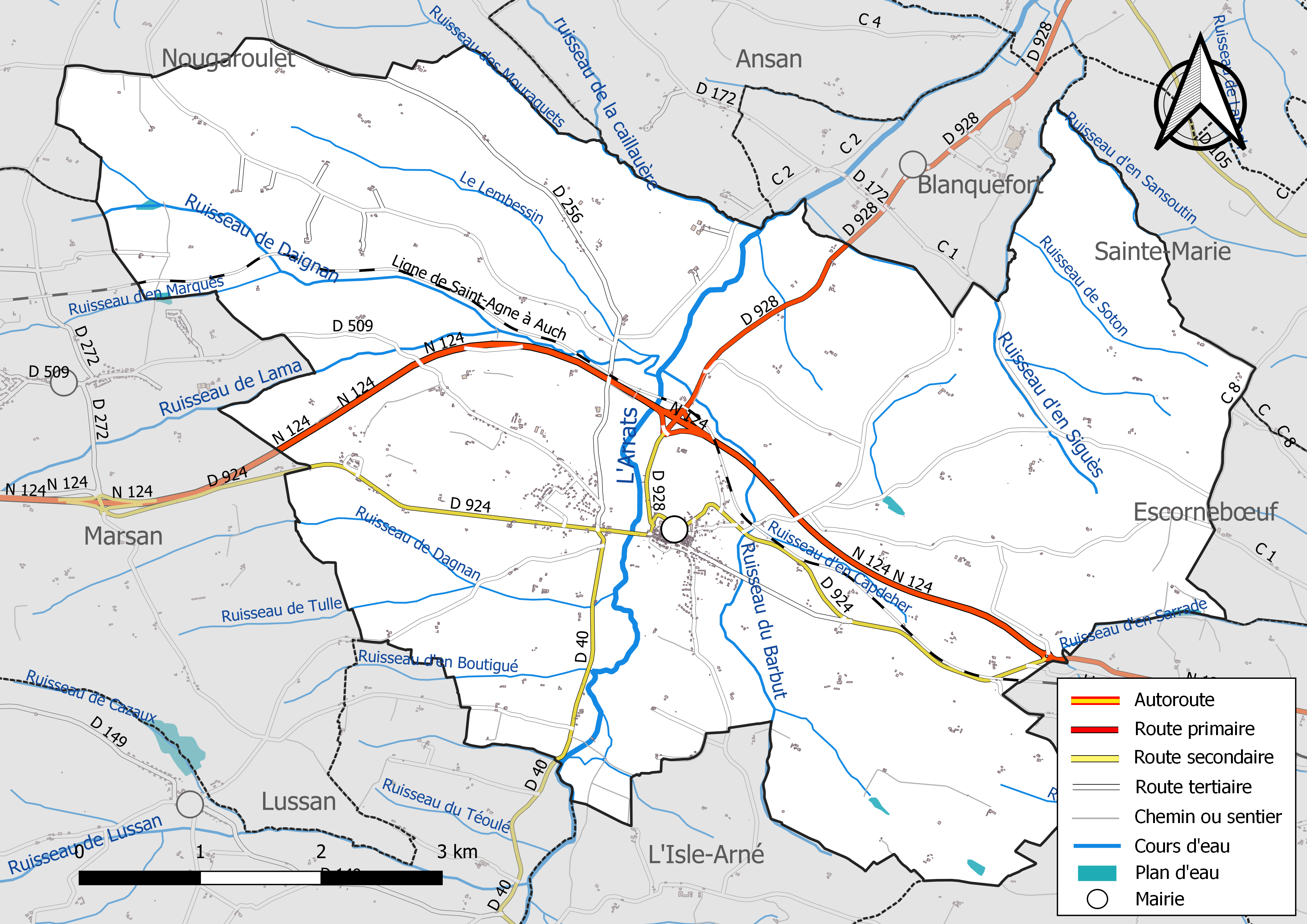
Réseaux hydrographique et routier d'Aubiet.

La commune est dans le bassin de la Garonne, au sein du bassin hydrographique Adour-Garonne. Elle est drainée par l'Arrats, le ruisseau de Daignan, le ruisseau de la caillauère, le ruisseau de Lama, le ruisseau d'en Siguès, le ruisseau du Barbut, un bras de l'Arrats, le Lembessin, le ruisseau de Dagnan, le ruisseau de Francillon, le ruisseau d'en Boutigué, le ruisseau d'en Capdeher, le ruisseau d'en Marquès, le ruisseau d'en Sansoutin, et par divers petits cours d'eau, qui constituent un réseau hydrographique de 45 km de longueur totale,.
L'Arrats, d'une longueur totale de 162,1 km, prend sa source dans la commune de Lannemezan et s'écoule vers le nord. Il traverse la commune et se jette dans la Garonne à Saint-Loup, après avoir traversé 66 communes.

### Climat
Pour des articles plus généraux, voir Climat de l'Occitanie et Climat du Gers.
En 2010, le climat de la commune est de type climat du Bassin du Sud-Ouest, selon une étude s'appuyant sur une série de données couvrant la période 1971-2000. En 2020, Météo-France publie une typologie des climats de la France métropolitaine dans laquelle la commune est exposée à un climat océanique altéré et est dans la région climatique Aquitaine, Gascogne, caractérisée par une pluviométrie abondante au printemps, modérée en automne, un faible ensoleillement au printemps, un été chaud (19,5 °C), des vents faibles, des brouillards fréquents en automne et en hiver et des orages fréquents en été (15 à 20 jours).
Pour la période 1971-2000, la température annuelle moyenne est de 12,9 °C, avec une amplitude thermique annuelle de 15,8 °C. Le cumul annuel moyen de précipitations est de 730 mm, avec 9,6 jours de précipitations en janvier et 6 jours en juillet. Pour la période 1991-2020, la température moyenne annuelle observée sur la station météorologique la plus proche, située sur la commune de Lahas à 13 km à vol d'oiseau, est de 13,9 °C et le cumul annuel moyen de précipitations est de 633,5 mm,. Pour l'avenir, les paramètres climatiques de la commune estimés pour 2050 selon différents scénarios d'émission de gaz à effet de serre sont consultables sur un site dédié publié par Météo-France en novembre 2022.

### Milieux naturels et biodiversité

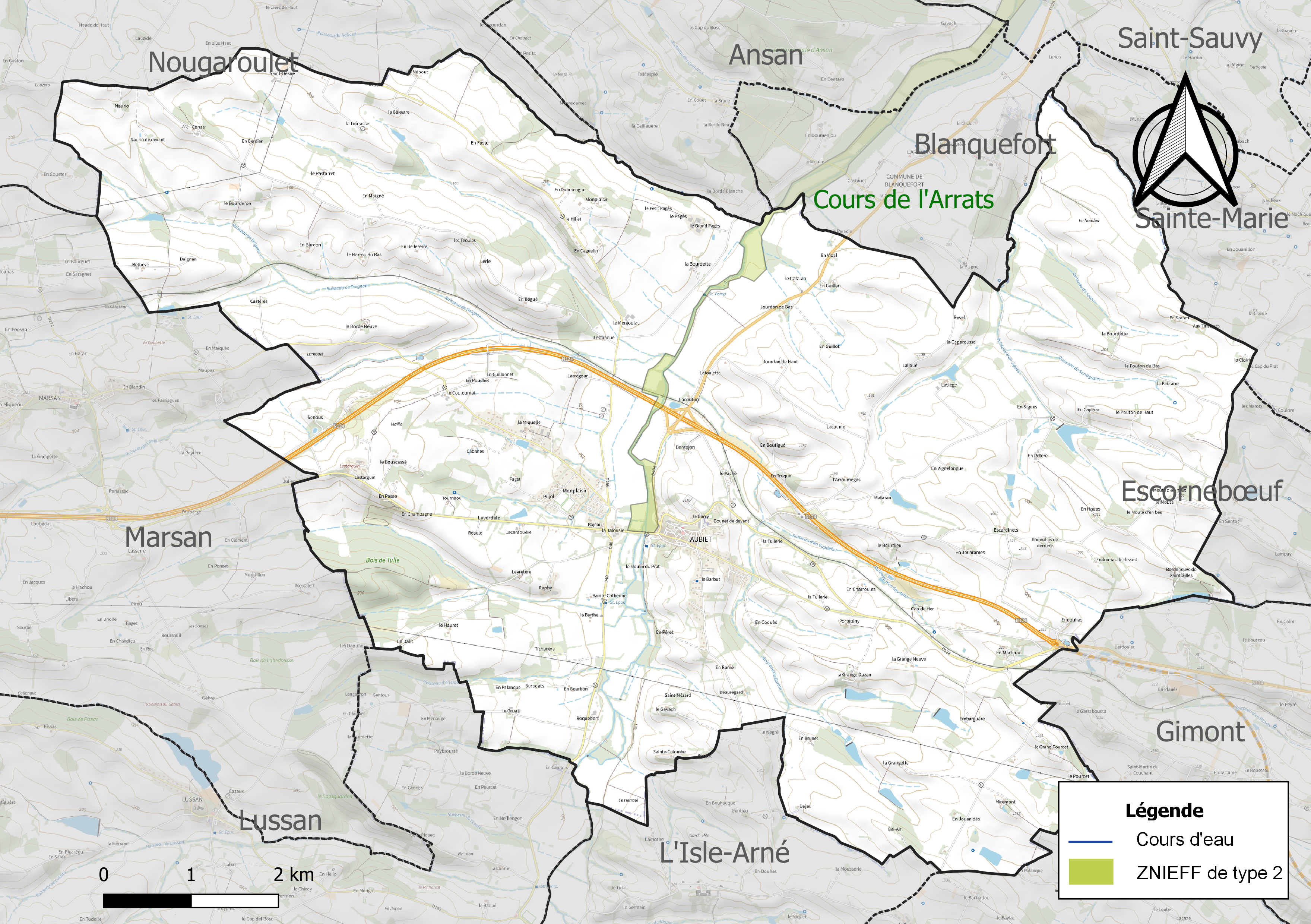
Carte de la ZNIEFF de type 2 localisée sur la commune.

L’inventaire des zones naturelles d'intérêt écologique, faunistique et floristique (ZNIEFF) a pour objectif de réaliser une couverture des zones les plus intéressantes sur le plan écologique, essentiellement dans la perspective d’améliorer la connaissance du patrimoine naturel national et de fournir aux différents décideurs un outil d’aide à la prise en compte de l’environnement dans l’aménagement du territoire.
Une ZNIEFF de type 2 est recensée sur la commune :
le « cours de l'Arrats » (815 ha), couvrant 30 communes dont 22 dans le Gers et huit dans le Tarn-et-Garonne.

## Urbanisme

### Typologie
Au 1er janvier 2024, Aubiet est catégorisée commune rurale à habitat dispersé, selon la nouvelle grille communale de densité à sept niveaux définie par l'Insee en 2022.
Elle est située hors unité urbaine. Par ailleurs la commune fait partie de l'aire d'attraction d'Auch, dont elle est une commune de la couronne,. Cette aire, qui regroupe 112 communes, est catégorisée dans les aires de 50 000 à moins de 200 000 habitants,.

### Occupation des sols
L'occupation des sols de la commune, telle qu'elle ressort de la base de données européenne d’occupation biophysique des sols Corine Land Cover (CLC), est marquée par l'importance des territoires agricoles (96,3 % en 2018), en diminution par rapport à 1990 (97,3 %). La répartition détaillée en 2018 est la suivante : 
terres arables (85 %), zones agricoles hétérogènes (8,9 %), forêts (2,7 %), prairies (2,4 %), zones urbanisées (0,9 %), mines, décharges et chantiers (0,1 %). L'évolution de l’occupation des sols de la commune et de ses infrastructures peut être observée sur les différentes représentations cartographiques du territoire : la carte de Cassini (XVIIIe siècle), la carte d'état-major (1820-1866) et les cartes ou photos aériennes de l'IGN pour la période actuelle (1950 à aujourd'hui).

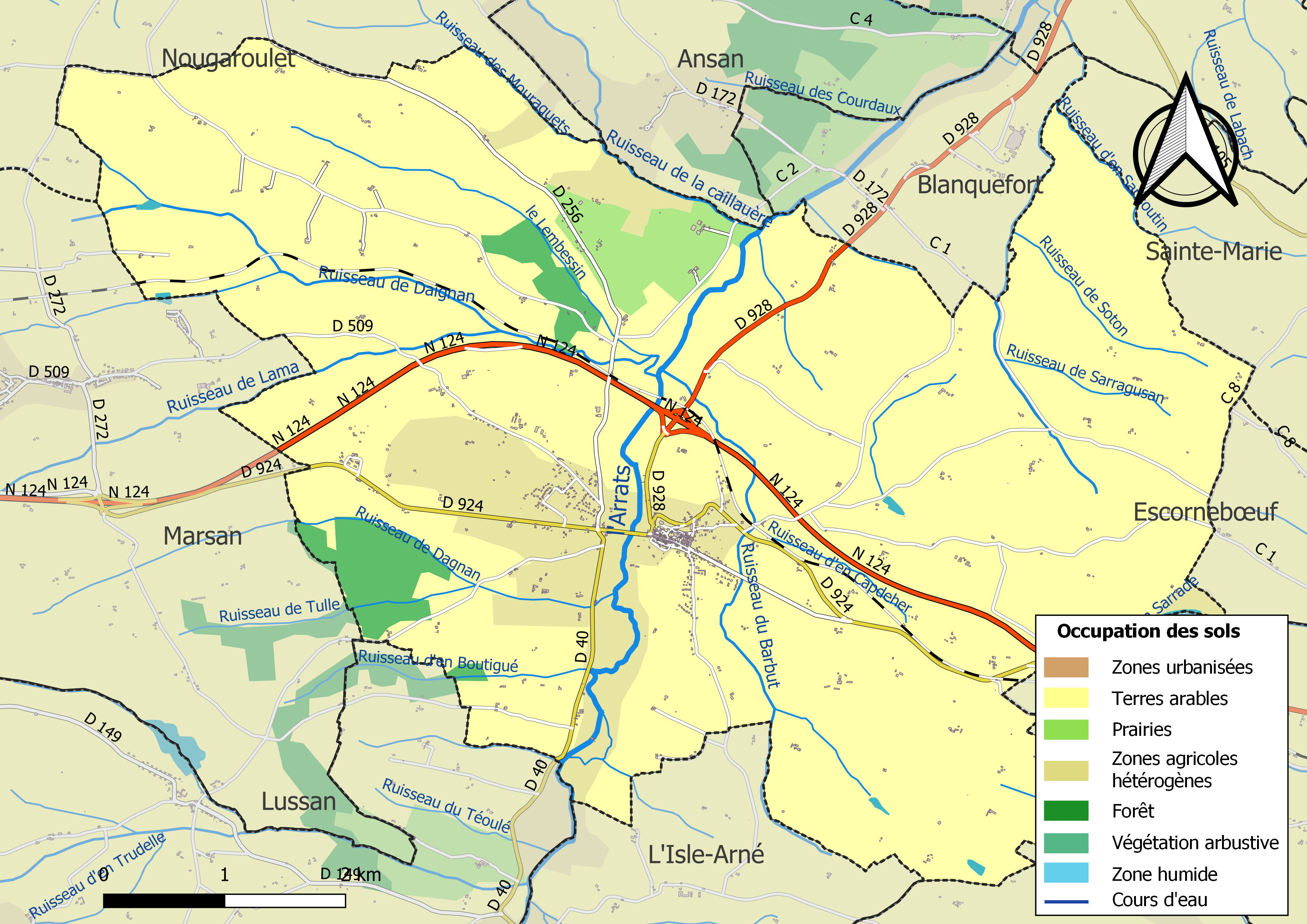
Carte des infrastructures et de l'occupation des sols de la commune en 2018 (CLC).

### Voies de communication et transports
Routes
Diverses routes traversent le territoire de la commune :
- La route nationale 124 traverse Aubiet d'est en ouest, en provenance de Gimont et en direction de Marsan (itinéraire à grand gabarit) ;
- La route départementale D928 vient du nord depuis Blanquefort et se termine à sa jonction avec la RN 124 ;
- La route départementale D924 traverse Aubiet d'est en ouest, plus au sud que la RN 124, et passe par le village même : elle correspond à l'ancienne RN 124 avant que cette dernière soit mise en voie express ;
- La route départementale D256 provient de Nougarouletau nord-ouest et se termine à Aubiet à sa jonction avec la D924 ;
- La route départementale D40 provient de L'Isle-Arné au sud et se termine également à Aubiet à sa jonction avec la D924.

Train
La gare d'Aubiet est située sur la ligne de Saint-Agne à Auch.

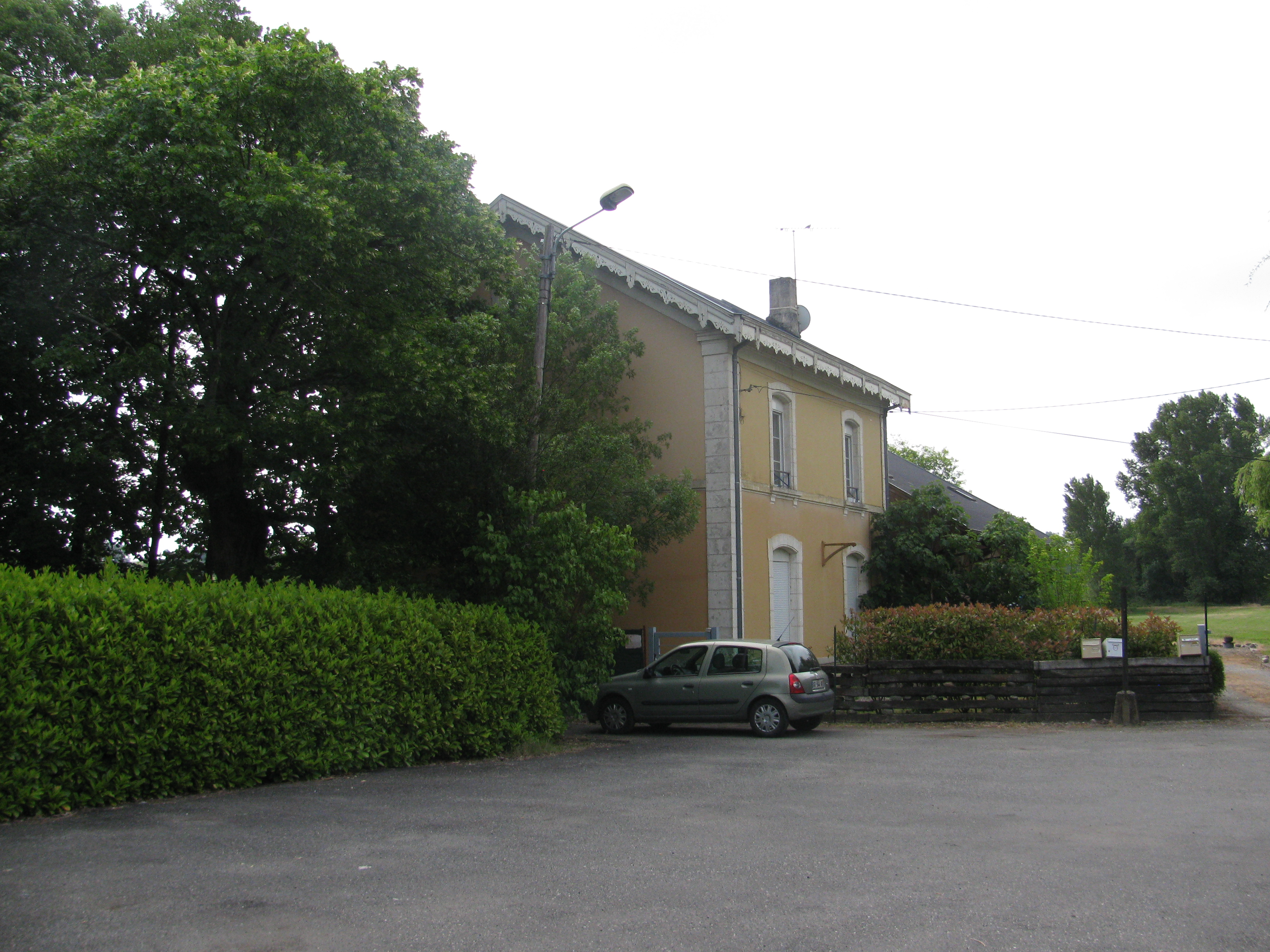
La gare d'Aubiet.

### Risques majeurs
Le territoire de la commune d'Aubiet est vulnérable à différents aléas naturels : météorologiques (tempête, orage, neige, grand froid, canicule ou sécheresse), inondations et séisme (sismicité très faible). Un site publié par le BRGM permet d'évaluer simplement et rapidement les risques d'un bien localisé soit par son adresse soit par le numéro de sa parcelle.
Certaines parties du territoire communal sont susceptibles d’être affectées par le risque d’inondation par débordement de cours d'eau, notamment l'Arrats. La cartographie des zones inondables en ex-Midi-Pyrénées réalisée dans le cadre du XIe Contrat de plan État-région, visant à informer les citoyens et les décideurs sur le risque d’inondation, est accessible sur le site de la DREAL Occitanie. La commune a été reconnue en état de catastrophe naturelle au titre des dommages causés par les inondations et coulées de boue survenues en 1999, 2008, 2009, 2013 et 2018,.

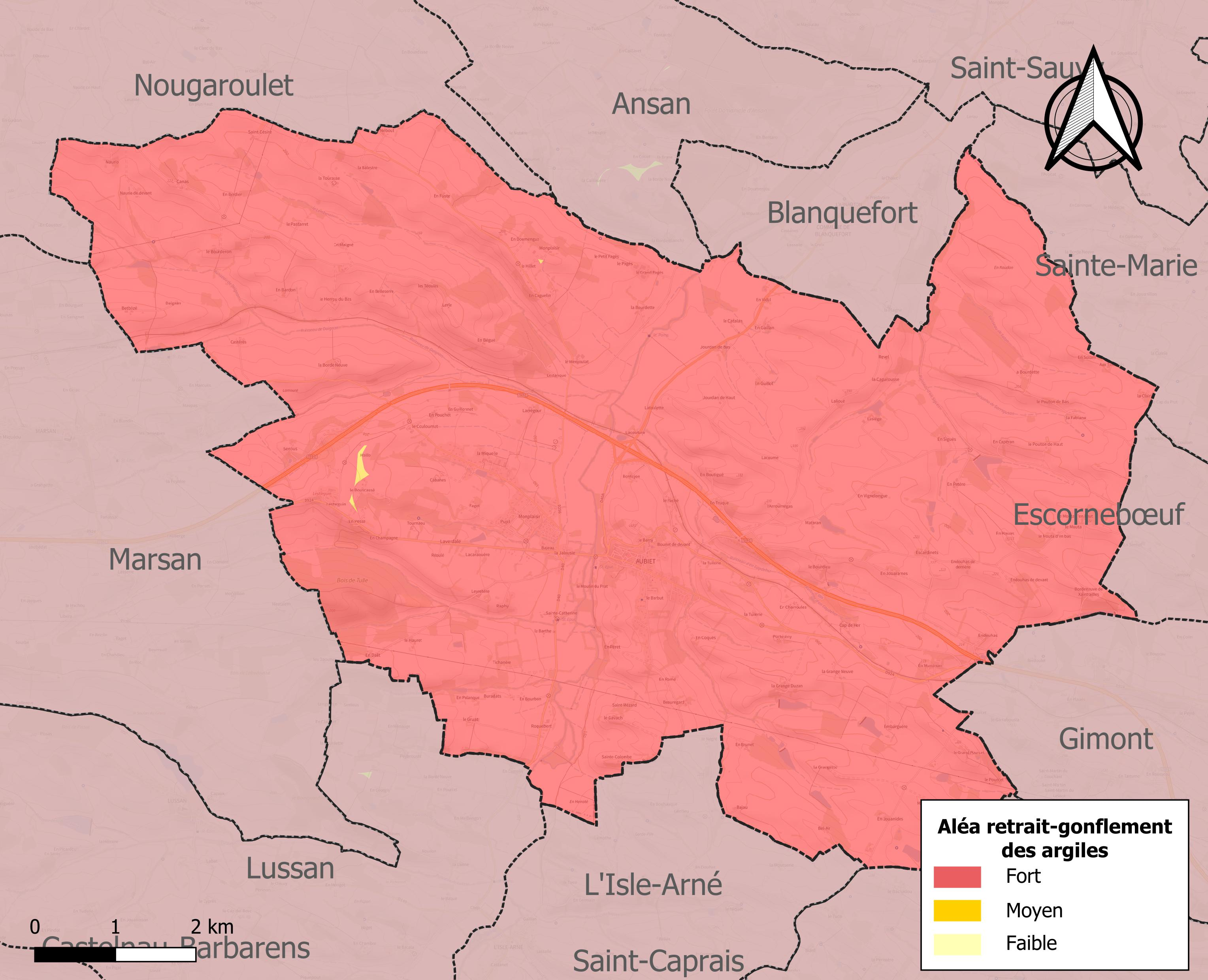
Carte des zones d'aléa retrait-gonflement des sols argileux d'Aubiet.

Le retrait-gonflement des sols argileux est susceptible d'engendrer des dommages importants aux bâtiments en cas d’alternance de périodes de sécheresse et de pluie. La totalité de la commune est en aléa moyen ou fort (94,5 % au niveau départemental et 48,5 % au niveau national). Sur les 530 bâtiments dénombrés sur la commune en 2019, 530 sont en aléa moyen ou fort, soit 100 %, à comparer aux 93 % au niveau départemental et 54 % au niveau national. Une cartographie de l'exposition du territoire national au retrait gonflement des sols argileux est disponible sur le site du BRGM,.
Par ailleurs, afin de mieux appréhender le risque d’affaissement de terrain, l'inventaire national des cavités souterraines permet de localiser celles situées sur la commune.
Concernant les mouvements de terrains, la commune a été reconnue en état de catastrophe naturelle au titre des dommages causés par la sécheresse en 1989, 1991, 1993, 1998, 1999, 2002, 2003, 2011, 2015, 2016 et 2019 et par des mouvements de terrain en 1999.

## Toponymie
Le territoire d'Aubiet est mentionné pour la première fois en 1158 sous le nom de castellum albineti. On trouve à la même époque par la suite également le nom d'Albinel.

## Histoire

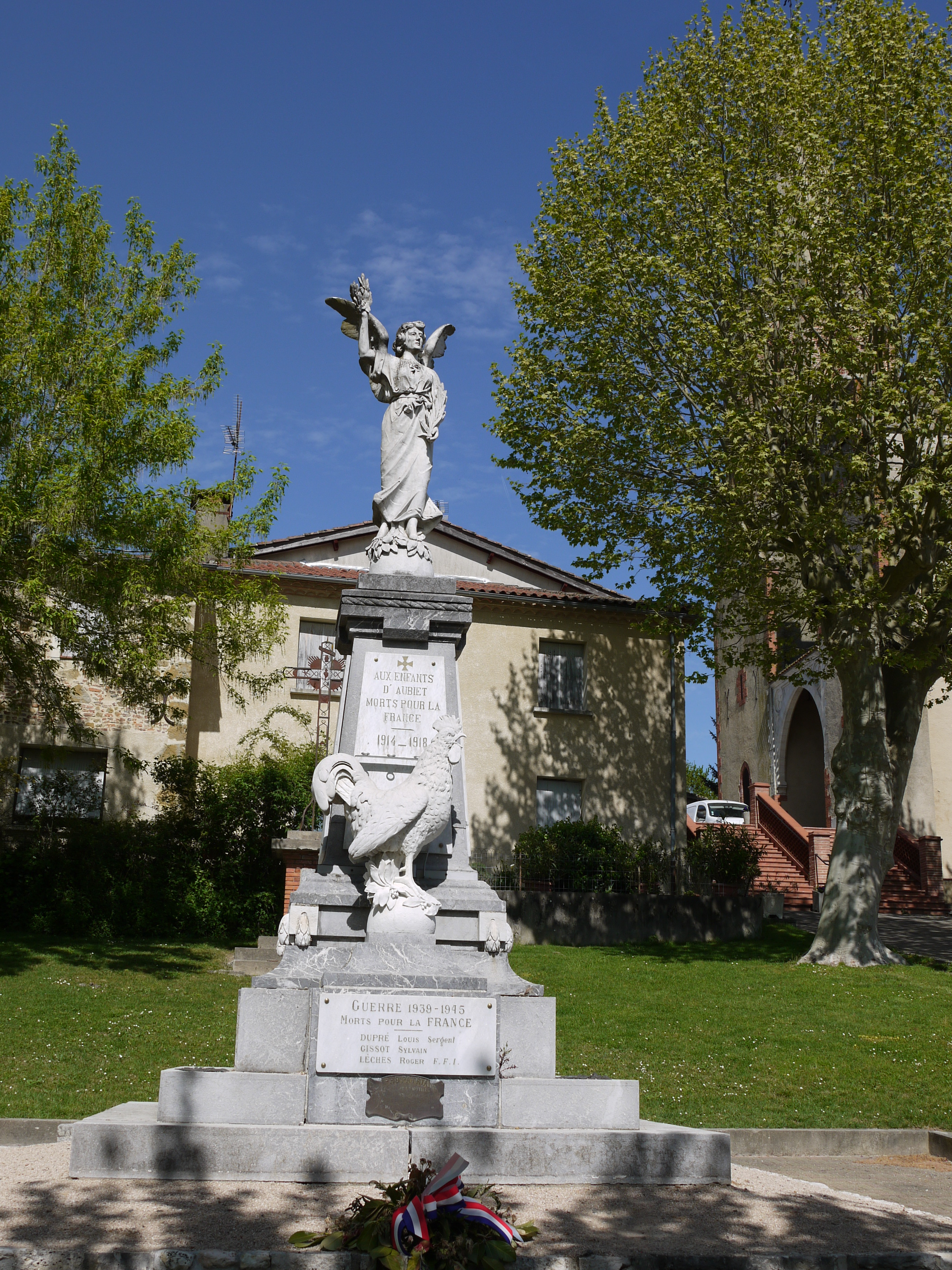
Le monument aux morts.

De nombreux sites gallo-romains sont présents et prouvent l'occupation du territoire durant l'Antiquité.
Située dans le Corrensaguet, sa motte castrale existe au moins depuis le XIIe siècle et est alors une étape sur la via Tolosana pour les pèlerins de Saint-Jacques-de-Compostelle. Sa charte de coutumes est mise par écrit en 1288. Elle est accordée au bourg castral, déjà protégé par une enceinte, par Bernard VI d'Armagnac.
En 1561, voit le jour dans la localité le père Montgaillard, jésuite, recteur du collège d'Auch. Ses manuscrits sont à l'origine de l'histoire de la Gascogne.
Aubiet est ruiné par les guerres de religion. Les troupes huguenotes de Mauvezin s'emparent d'Aubiet en 1568 après 10 ans de guerre.
En 1626, M. de Puységur, commissaire du Roi fait la visite des murailles d'Aubiet. Il note : « La ville a trois portes avec tours, flancs, rivelins et pont-levis ». De tout cela, il ne reste rien aujourd'hui, mais Aubiet garde un certain caractère féodal. Son église possède encore une cloche, appelée « la sourde », datant des croisades.
Le 13 août 1969, deux avions militaires d'entrainement à la navigation et au bombardement Dassault MD.311 Flamant partis de la base de Toulouse - Francazal, se percutent en vol et s'écrasent sur la commune. Les deux équipages sont tués, soit huit militaires. Une stèle a été érigée, puis rénovée en 2009 à l'occasion des 40 ans du drame.

## Politique et administration

### Administration municipale
Le nombre d'habitants au recensement de 2011 étant compris entre 500 et 1 499 habitants, le nombre de membres du conseil municipal pour l'élection de 2014 est de quinze,.

### Rattachements administratifs et électoraux
Aubiet fait partie de la communauté de communes des Coteaux Arrats Gimone et du canton d'Auch-2 et dans l'arrondissement d'Auch. Avant le redécoupage départemental de 2014, la commune faisait partie de l'ex-canton de Gimont, tandis qu'avant le 1er janvier 2017, elle faisait partie de la communauté de communes de l'Arrats-Gimone.

### Liste des maires

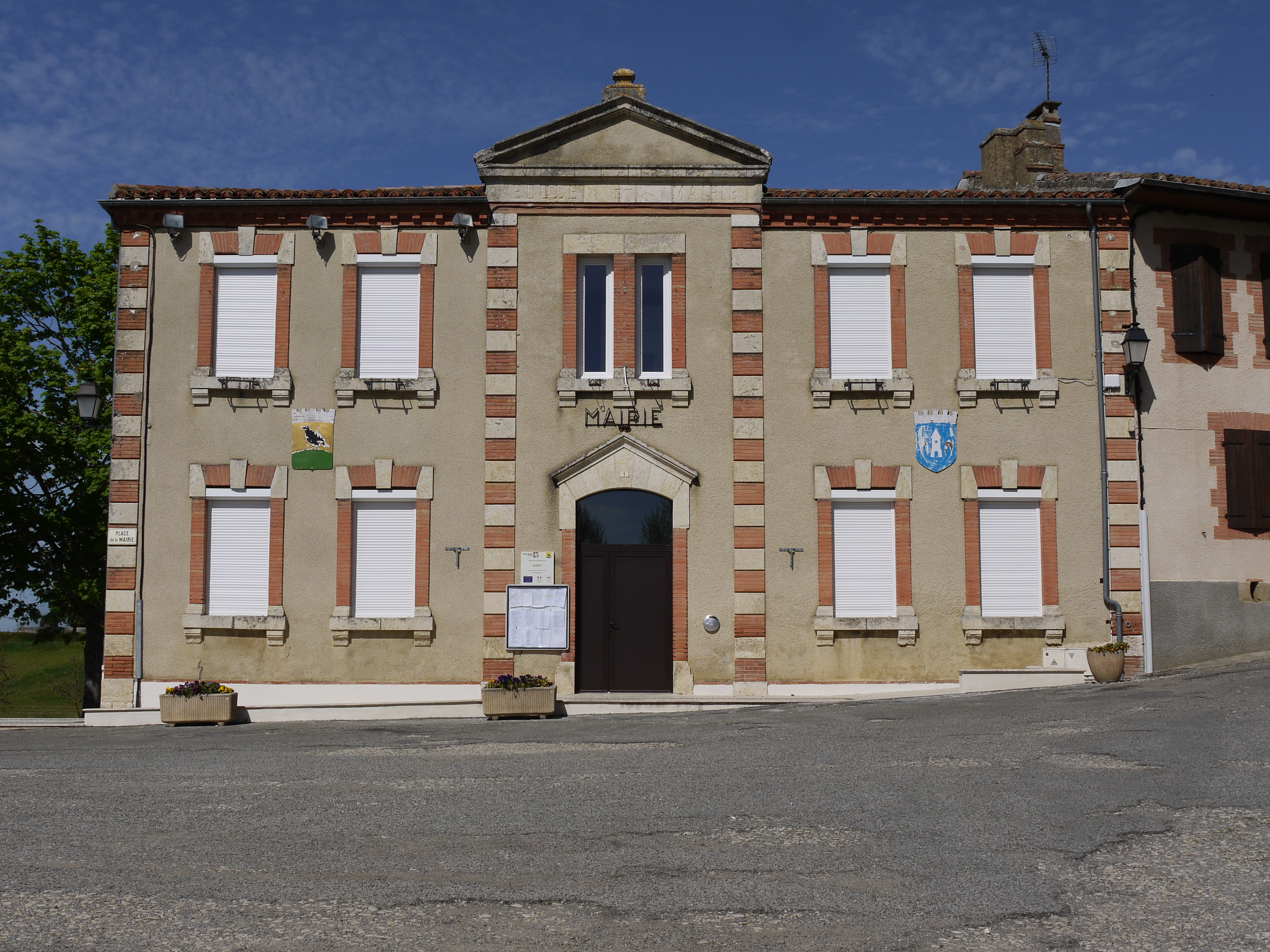
La mairie.

| Période                                  | Période       | Identité             | Étiquette | Qualité |
| ---------------------------------------- | ------------- | -------------------- | --------- | ------- |
| 1955                                     | 1983          | Jean Angelé          | MRG-PRG   |         |
| 2001                                     | 2008          | Dominique Pasquio    | DVG       |         |
| mars 2008                                | mai 2010      | Daniel Hazard        |           |         |
| juin 2010                                | janvier 2011  | Jean-Pierre Amiel    |           |         |
| janvier 2011                             | novembre 2015 | Jean-Vincent Pisoni  | DVG       |         |
| nov 2015                                 | mai 2020      | Thierry Lecarpentier | DVG       |         |
| mai 2020                                 | En cours      | Jean-Luc Fossé       |           |         |
| Les données manquantes sont à compléter. |               |                      |           |         |

### Jumelages
- Geer (Belgique)

## Population et société

### Démographie
L'évolution du nombre d'habitants est connue à travers les recensements de la population effectués dans la commune depuis 1793. Pour les communes de moins de 10 000 habitants, une enquête de recensement portant sur toute la population est réalisée tous les cinq ans, les populations de référence des années intermédiaires étant quant à elles estimées par interpolation ou extrapolation. Pour la commune, le premier recensement exhaustif entrant dans le cadre du nouveau dispositif a été réalisé en 2005.

En 2022, la commune comptait 1 127 habitants, en évolution de +4,06 % par rapport à 2016 (Gers : +1,04 %, France hors Mayotte : +2,11 %).
| 1793  | 1800  | 1806  | 1821  | 1831  | 1841  | 1846  | 1851  | 1856  |
| ----- | ----- | ----- | ----- | ----- | ----- | ----- | ----- | ----- |
| 1 526 | 1 432 | 1 454 | 1 346 | 1 474 | 1 488 | 1 528 | 1 512 | 1 440 |

| 1861  | 1866  | 1872  | 1876  | 1881  | 1886  | 1891  | 1896  | 1901  |
| ----- | ----- | ----- | ----- | ----- | ----- | ----- | ----- | ----- |
| 1 468 | 1 457 | 1 404 | 1 433 | 1 407 | 1 377 | 1 324 | 1 244 | 1 193 |

| 1906  | 1911  | 1921 | 1926  | 1931  | 1936 | 1946  | 1954 | 1962 |
| ----- | ----- | ---- | ----- | ----- | ---- | ----- | ---- | ---- |
| 1 150 | 1 090 | 925  | 1 042 | 1 002 | 978  | 1 019 | 953  | 960  |

| 1968 | 1975 | 1982 | 1990  | 1999  | 2005  | 2006  | 2010  | 2015  |
| ---- | ---- | ---- | ----- | ----- | ----- | ----- | ----- | ----- |
| 971  | 880  | 911  | 1 019 | 1 001 | 1 054 | 1 059 | 1 114 | 1 102 |

| 2020  | 2022  | - | - | - | - | - | - | - |
| ----- | ----- | - | - | - | - | - | - | - |
| 1 119 | 1 127 | - | - | - | - | - | - | - |

| selon la population municipale des années : | 1968 | 1975 | 1982 | 1990 | 1999 | 2006 | 2009 | 2013 |
| Rang de la commune dans le département      | 32   | 30   | 31   | 27   | 26   | 29   | 29   | 29   |
| Nombre de communes du département           | 466  | 462  | 462  | 462  | 463  | 463  | 463  | 463  |

### Enseignement
Aubiet fait partie de l'académie de Toulouse.
Aubiet dispose d'une école élémentaire publique (102 élèves en 2013).

### Manifestations culturelles et festivités
- Fête locale début juillet[36], bibliothèque, médiathèque[37], foyer rural.

### Santé
Médecins généralistes, infirmières, dentiste, pharmacie.

### Sports
Football USA, chasse, pétanque, randonnée pédestre, pêche, tennis, tennis de table, volleyball, gymnastique.
Rugby... étude d'implantation d'une école de rugby de type regroupement avec auch, gimont et Mauvezin....club rugby aubier xv (CRA, vert et jaune)
Périscolaire et plateaux éducatifs
Cadets, juniors et féminines des clubs pré cités joueront à tour de rôle au village

## Économie

### Revenus
En 2018  (données Insee publiées en septembre 2021), la commune compte 497 ménages fiscaux, regroupant 1 156 personnes. La médiane du revenu disponible par unité de consommation est de 22 050 € (20 820 € dans le département).

### Emploi
|                | 2008  | 2013  | 2018  |
| -------------- | ----- | ----- | ----- |
| Commune        | 5,7 % | 7,7 % | 5,5 % |
| Département    | 6,1 % | 7,5 % | 8,2 % |
| France entière | 8,3 % | 10 %  | 10 %  |

En 2018, la population âgée de 15 à 64 ans s'élève à 656 personnes, parmi lesquelles on compte 80,1 % d'actifs (74,6 % ayant un emploi et 5,5 % de chômeurs) et 19,9 % d'inactifs,. Depuis 2008, le taux de chômage communal (au sens du recensement) des 15-64 ans est inférieur à celui de la France et du département.
La commune fait partie de la couronne de l'aire d'attraction d'Auch, du fait qu'au moins 15 % des actifs travaillent dans le pôle,. Elle compte 237 emplois en 2018, contre 305 en 2013 et 296 en 2008. Le nombre d'actifs ayant un emploi résidant dans la commune est de 508, soit un indicateur de concentration d'emploi de 46,6 % et un taux d'activité parmi les 15 ans ou plus de 60,1 %.
Sur ces 508 actifs de 15 ans ou plus ayant un emploi, 92 travaillent dans la commune, soit 18 % des habitants. Pour se rendre au travail, 90,2 % des habitants utilisent un véhicule personnel ou de fonction à quatre roues, 0,6 % les transports en commun, 2,2 % s'y rendent en deux-roues, à vélo ou à pied et 7,1 % n'ont pas besoin de transport (travail au domicile).

### Activités hors agriculture

#### Secteurs d'activités
80 établissements sont implantés  à Aubiet au 31 décembre 2019. Le tableau ci-dessous en détaille le nombre par secteur d'activité et compare les ratios avec ceux du département,.
| Secteur d'activité                                                                                        | Commune | Commune | Département |
| Secteur d'activité                                                                                        | Nombre  | %       | %           |
| --- | ------- | ------- | ----------- |
| Ensemble                                                                                                  | 80      | 100 %   | (100 %)     |
| Industrie manufacturière, industries extractives et autres                                                | 10      | 12,5 %  | (12,3 %)    |
| Construction                                                                                              | 19      | 23,8 %  | (14,6 %)    |
| Commerce de gros et de détail, transports, hébergement et restauration                                    | 16      | 20 %    | (27,7 %)    |
| Information et communication                                                                              | 1       | 1,3 %   | (1,8 %)     |
| Activités financières et d'assurance                                                                      | 1       | 1,3 %   | (3,5 %)     |
| Activités immobilières                                                                                    | 3       | 3,8 %   | (5,2 %)     |
| Activités spécialisées, scientifiques et techniques et activités de services administratifs et de soutien | 13      | 16,3 %  | (14,4 %)    |
| Administration publique, enseignement, santé humaine et action sociale                                    | 13      | 16,3 %  | (12,3 %)    |
| Autres activités de services                                                                              | 4       | 5 %     | (8,3 %)     |

Le secteur de la construction est prépondérant sur la commune puisqu'il représente 23,8 % du nombre total d'établissements de la commune (19 sur les 80 entreprises implantées  à Aubiet), contre 14,6 % au niveau départemental.

#### Entreprises et commerces
L'entreprise ayant son siège social sur le territoire communal qui génère le plus de chiffre d'affaires en 2020 est : 
- Gimont Nettoyage, autres activités de nettoyage des bâtiments et nettoyage industriel (25 k€)

### Agriculture
La commune est dans les « Coteaux du Gers », une petite région agricole occupant l'est du département du Gers. En 2020, l'orientation technico-économique de l'agriculture  sur la commune est la culture de céréales et/ou d'oléoprotéagineuses.
|               | 1988  | 2000  | 2010  | 2020  |
| ------------- | ----- | ----- | ----- | ----- |
| Exploitations | 78    | 51    | 50    | 37    |
| SAU (ha)      | 3 420 | 3 283 | 3 100 | 2 937 |

Le nombre d'exploitations agricoles en activité et ayant leur siège dans la commune est passé de 78 lors du recensement agricole de 1988  à 51 en 2000 puis à 50 en 2010 et enfin à 37 en 2020, soit une baisse de 53 % en 32 ans. Le même mouvement est observé à l'échelle du département qui a perdu pendant cette période 51 % de ses exploitations,. La surface agricole utilisée sur la commune a également diminué, passant de 3 420 ha en 1988 à 2 937 ha en 2020. Parallèlement la surface agricole utilisée moyenne par exploitation a augmenté, passant de 44 à 79 ha.

## Culture locale et patrimoine

### Lieux et monuments
- L'église Saints-Abdon-et-Sennen[45] ;
- Un buste gallo-romain servant de support à une croix près du cimetière ;
- Monument aux Morts.

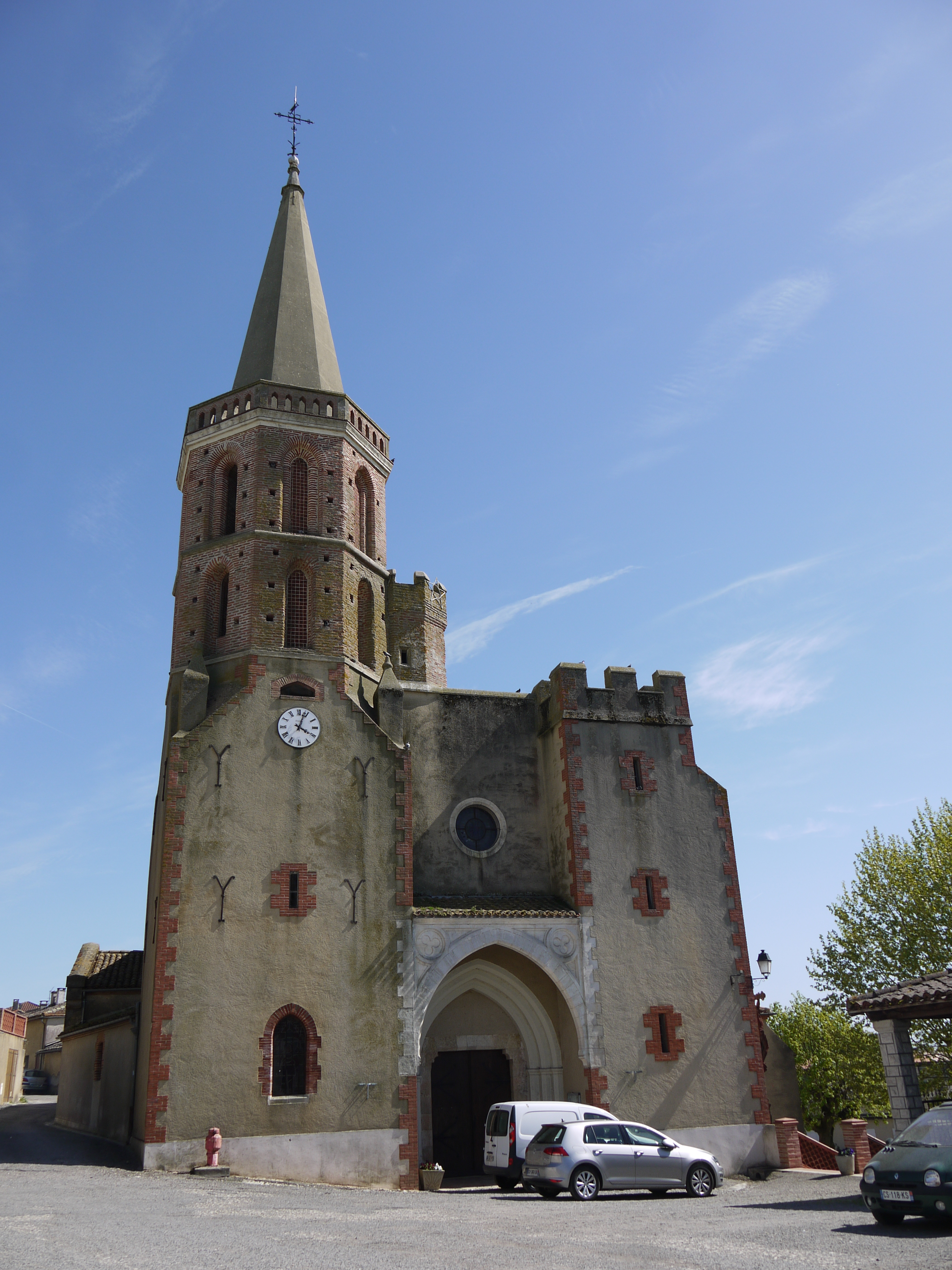
L'église.
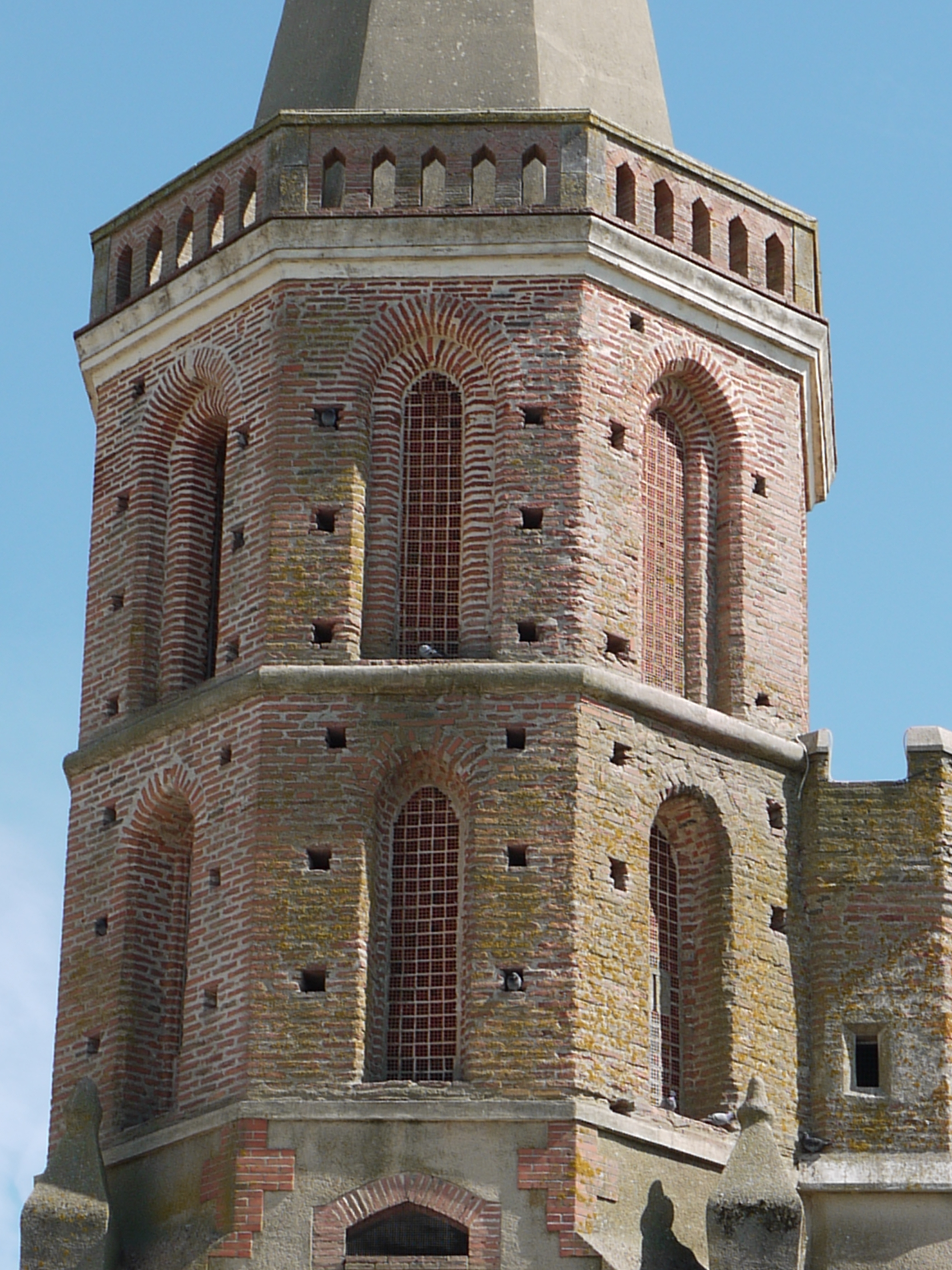
Détail du clocher.
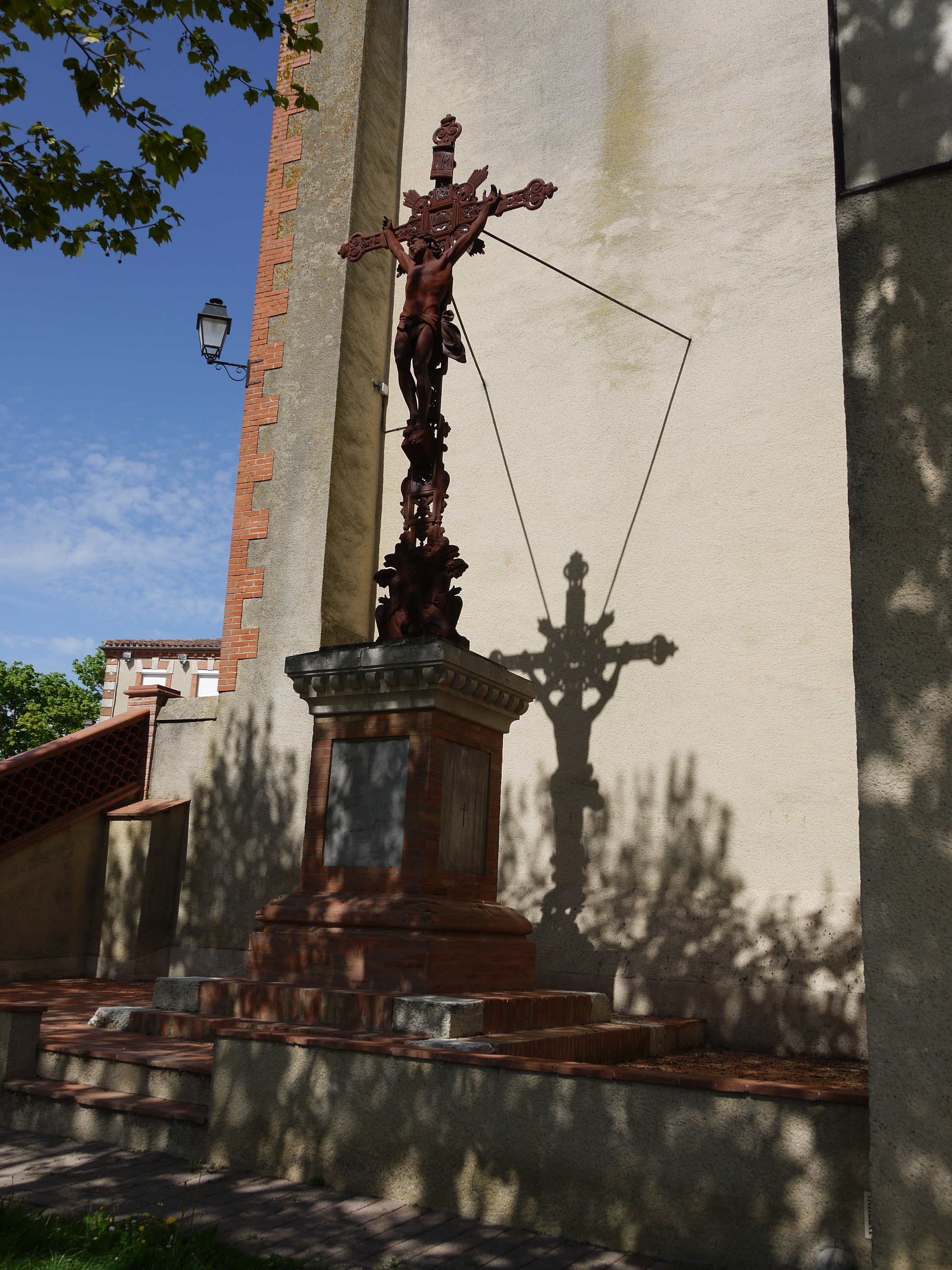
Une croix au sud de l'église.
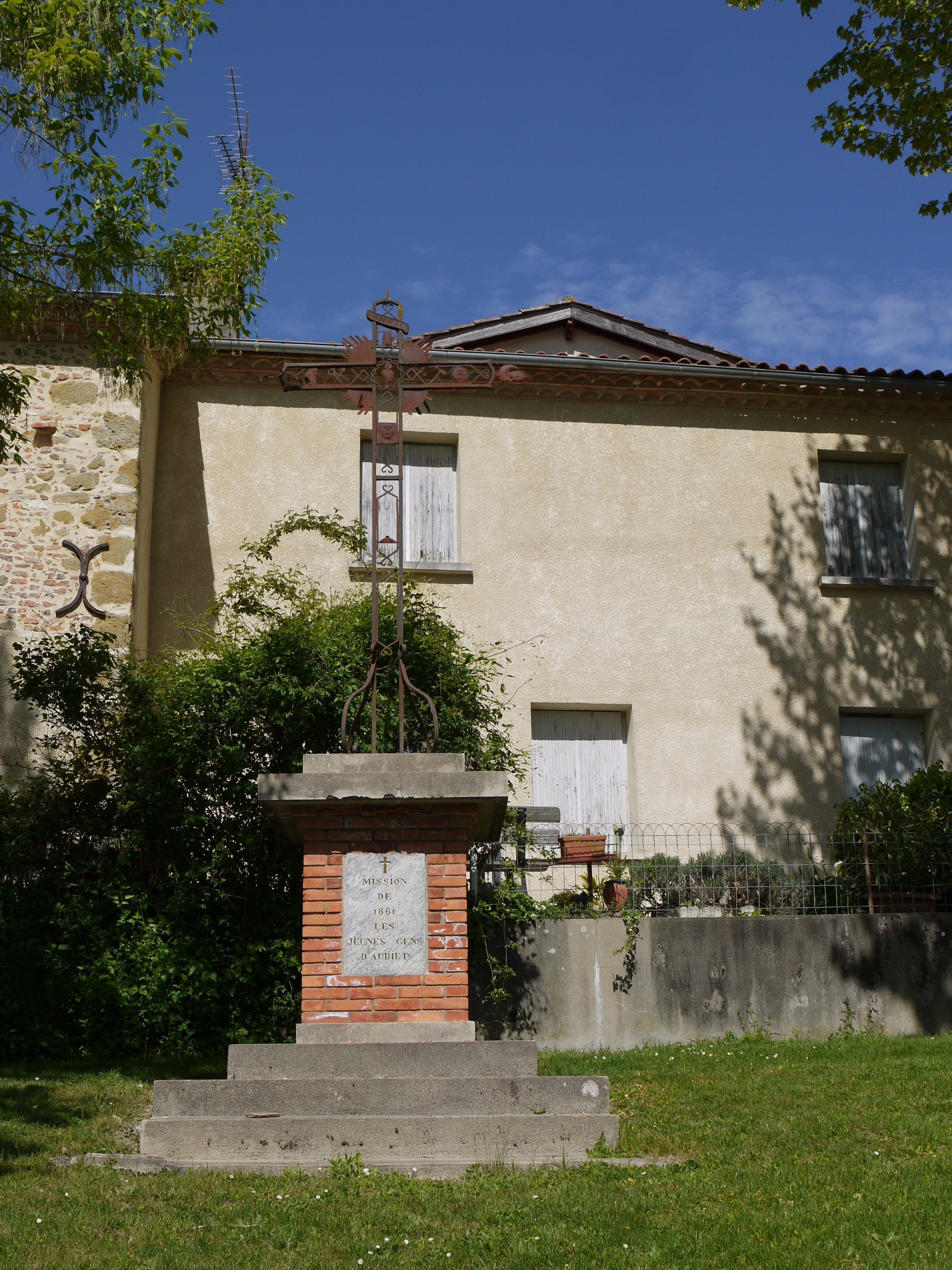
Une croix de mission de 1861.
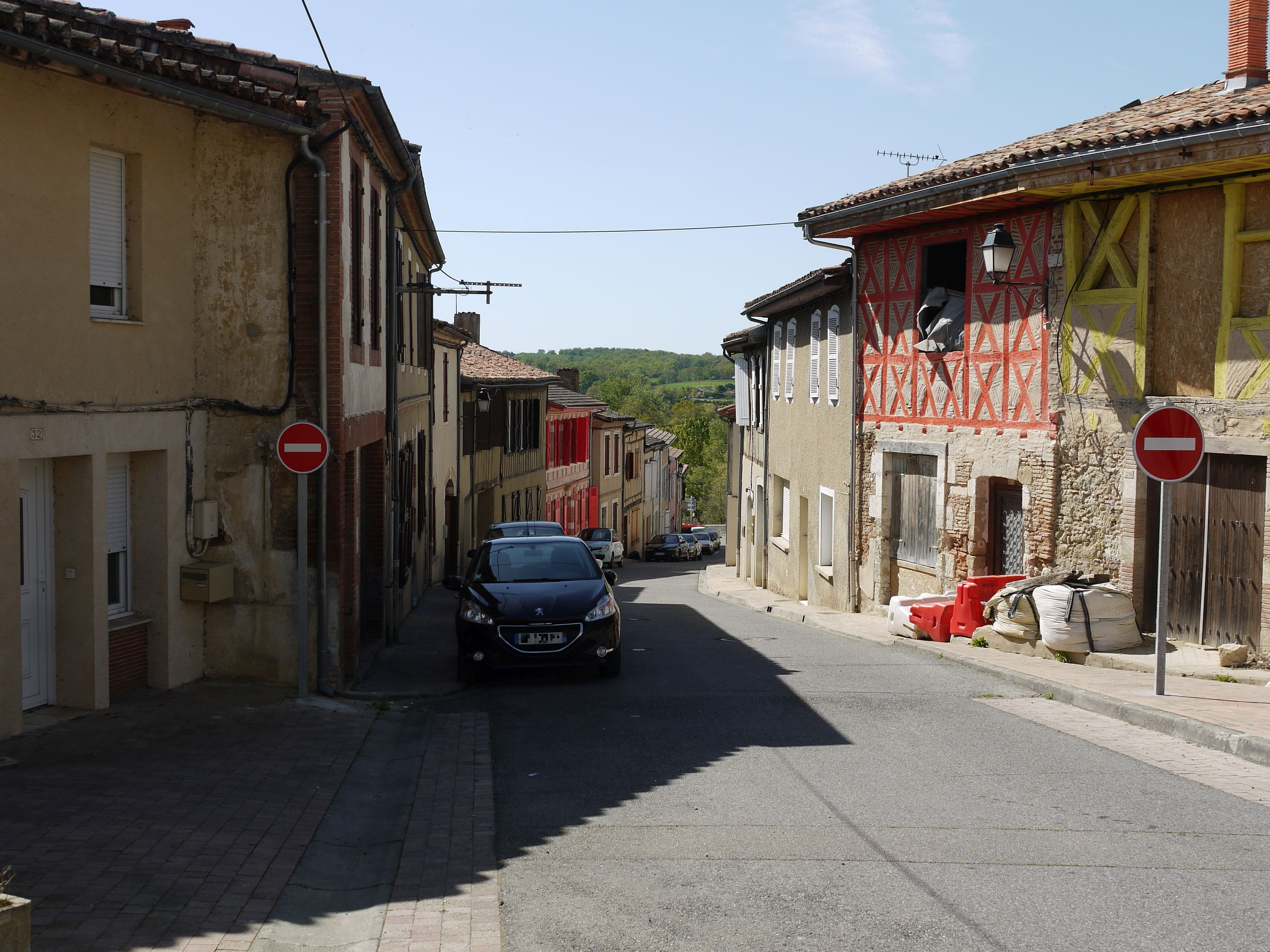
La Grand Rue.
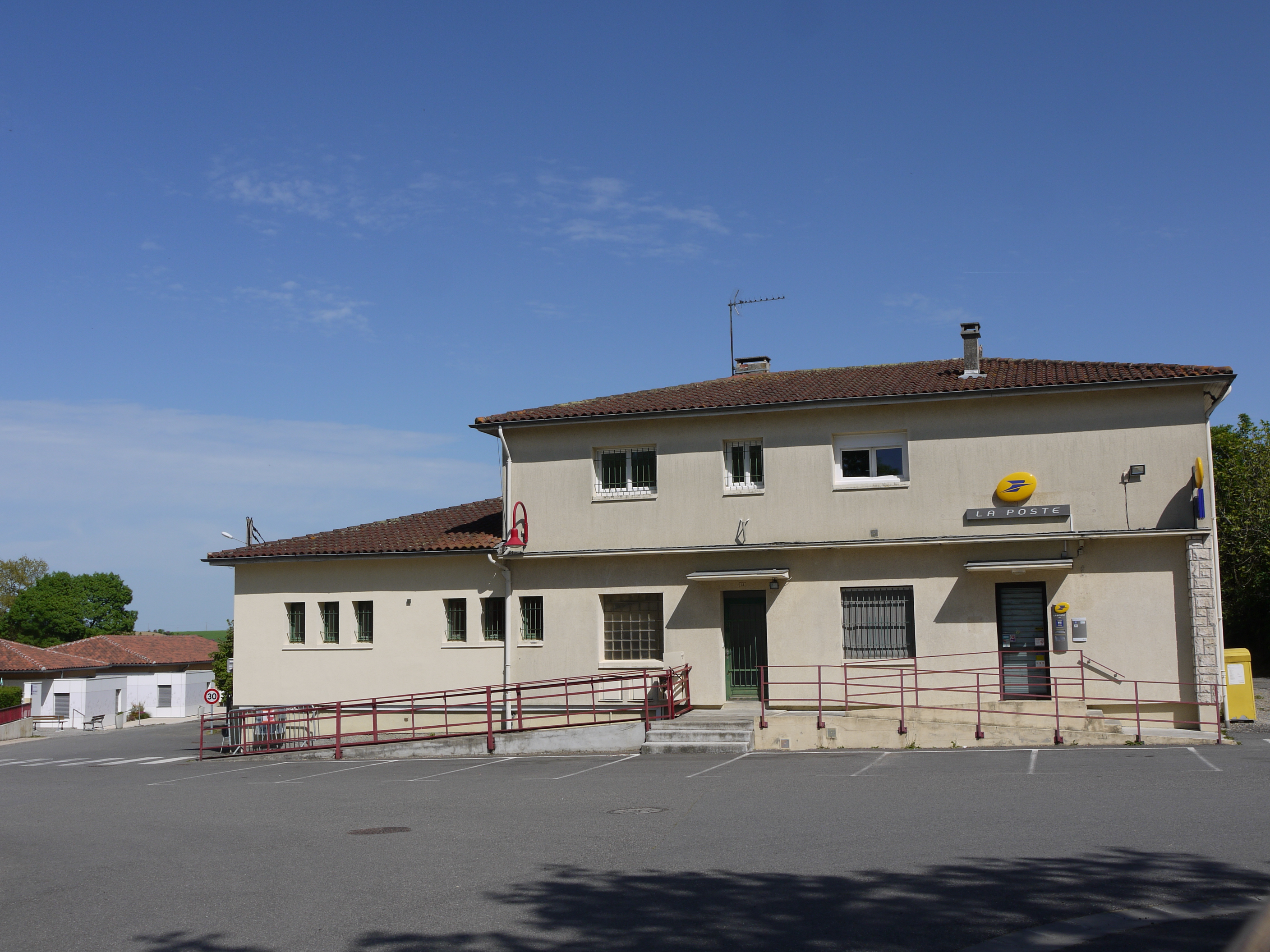
La Poste.

### Personnalités liées à la commune
- Saint Orens (?- 439) : évêque d'Auch qui aurait été martyrisé au bois des Verdales à Aubiet par les habitants du lieu, le buste gallo-romain découvert vers 1830 près du cimetière actuel d'Aubiet attribué dans un premier temps à saint Abdon patron de la commune (avec saint Sennen) serait celui de saint Orens ;
- François Alem-Rousseau (1793-1868) : homme politique né et mort à Aubiet ;
- Jean-Luc Lagardère (1928-2003) : chef d'entreprise et patron de presse né à Aubiet.

### Héraldique
| Blason | Blasonnement : D'or au corbeau de sable posé sur une terrasse de sinople. |